# Characodon garmani
Characodon garmani је зракоперка из реда Cyprinodontiformes и фамилије Goodeidae.

## Угроженост
Ова врста је наведена као изумрла, што значи да нису познати живи примерци.

## Распрострањење
Врста је пре изумирања била присутна у Мексику.

## Станиште
Ранија станишта врсте су била слатководна подручја.